# Nachal Evlajim
Nachal Evlajim (hebrejsky: נחל אבלים ) je vádí v Dolní Galileji, v severním Izraeli.
Začíná v nadmořské výšce okolo 400 metrů na východním okraji města Kaukab Abu al-Hidža, na východním úpatí hory Har Acmon, která je součástí horského pásu Harej Jatvat lemujícího severní stranu údolí Bejt Netofa. Směřuje potom rychle se zahlubujícím a zčásti zalesněným údolím k jihozápadu. Horní tok je turisticky využíván a nachází se tu několik pramenů, například Ejn al-Vasta (עין אל וסטא), Ejn al-Kaziza (עין אל קזיזה) nebo Ejn Atchata (עין אתחתא). V hlubokém kaňonu s četnými zákruty míjí vádí obce Morešet a Dmeide. Potom se u hory Har Chanaton stáčí k západu a údolí se poněkud rozšiřuje. Teče pak mezi obcemi I'billin, pod úpatím vrchu Har Šifron, a Micpe Aviv, přičemž zprava přijímá vádí Nachal Šechanija. Pokračuje stále k západu a postupně vchází do pobřežní nížiny, respektive Zebulunského údolí. Zde ještě zprava přijímá vádí Nachal Kankan a pak už vede zcela rovinatou a zemědělsky využívanou krajinou k severozápadu. Jižně od vesnice Kfar Masaryk ústí do toku Nachal Na'aman.